# Kambuek Payapi Kunyet
Kambuek Payapi Kunyet is een bestuurslaag in het regentschap Pidie van de provincie Atjeh, Indonesië. Kambuek Payapi Kunyet telt 250 inwoners (volkstelling 2010).